# ردوو (شهرستان گولنگوف)
ردوو (به لهستانی:  Redło) یک روستا در لهستان است که در گمینا اوشنا واقع شده‌است.